# Wiktor Jerin
 Wiktor Fiodorowicz Jerin (ros. Виктор Фёдорович Ерин, ur. 17 stycznia 1944 w Kazaniu, zm. 20 marca 2018 w Moskwie) – rosyjski wojskowy i polityk, minister spraw wewnętrznych Federacji Rosyjskiej w latach 1992–1995, zastępca dyrektora Służby Wywiadu Zagranicznego Federacji Rosyjskiej w latach 1995–2000, generał armii.

## Życiorys
W 1973 ukończył Wyższą Szkołę MSW ZSRR w Moskwie. W latach 1980–1981 był oddelegowany do Afganistanu. W latach 1988–1990 był pierwszym wiceministrem spraw wewnętrznych Ormiańskiej SRR, w latach 1990–1991 szefem Służby Kryminalnej Milicji – wiceministrem Spraw Wewnętrznych RFSRR. 
W dniach zamachu stanu w sierpniu 1991 sprzeciwiał się Państwowemu Komitetowi ds. Stanu Nadzwyczajnego w ZSRR (GKChP), poparł prezydenta Rosji Borysa Jelcyna. 22 sierpnia 1991 wraz z przewodniczącym KGB RFSRR Wiktorem Iwanenką, zastępcą prokuratora generalnego RFSRR Jewgienijem Lisinem i byłym wicepremierem Grigorijem Jawlińskim brał udział w organizacji aresztowania ministra spraw wewnętrznych ZSRR Borysa Pugo. Jednak według oficjalnej wersji Pugo i jego żona zastrzelili się w swoim mieszkaniu na kilka godzin przed przybyciem grupy Jerina. Brał także udział w aresztowaniach premiera ZSRR Walentyna Pawłowa i przewodniczącego Rady Najwyższej ZSRR Anatolija Łukjanowa.
Od września do grudnia 1991 – pierwszy wiceminister spraw wewnętrznych ZSRR. Od 15 stycznia 1992 do 30 czerwca 1995 – minister spraw wewnętrznych Federacji Rosyjskiej w rządzie Borysa Jelcyna. Zachował stanowisko w gabinetach Jegora Gajdara i Wiktora Czernomyrdina. Od 3 czerwca 1992 do 7 lipca 1995 – członek Rady Bezpieczeństwa Federacji Rosyjskiej.
Od 12 września 1993 był członkiem grona członków rządu i szefów służb specjalnych, z którymi Prezydent Rosji Borys Jelcyn koordynował wykonanie przygotowanego przez siebie dekretu nr 1400 o rozwiązaniu i zakończeniu działalności najwyższych organów władzy ustawodawczej - Zjazdu Deputowanych Ludowych i Rady Najwyższej Federacji Rosyjskiej. Dokument ten 21 września 1993 roku został podpisany przez Jelcyna. Tego samego dnia Sąd Konstytucyjny Federacji Rosyjskiej uznał decyzję prezydenta za sprzeczną z Konstytucją. Zgodnie z ustawą zasadniczą Siły Zbrojne FR zakończyły władzę Borysa Jelcyna jako głowy państwa i powierzyły ich wykonanie wiceprezydentowi FR Aleksandrowi Ruckojowi.
W okresie od 21 września do 4 października 1993 wojska wewnętrzne, OMON i policjanci Ministerstwa Spraw Wewnętrznych Federacji Rosyjskiej pod przewodnictwem Wiktora Jerina zablokowali siedzibę Rady Najwyższej na wale Krasnopresnenskaja w Moskwie, odcięto w niej łączność, prąd i wodę. Protesty zwolenników władzy ustawodawczej zostały siłą rozproszone przez funkcjonariuszy MSW. 4 października 1993 roku Viktor Jrin wraz z ministrami obrony i bezpieczeństwa Pawłem Graczowem i Nikołajem Gałuszką zorganizowali zbrojne wejście do budynku Rady Najwyższej. Aresztowano przywódców opozycji wobec Borysa Jelcyna, rozwiązano Zjazd i Radę Najwyższą. Podczas wydarzeń września-października 1993 roku w Moskwie zginęło 158 osób, ponad 793 zostało rannych. Milicja zatrzymała ponad 6 tysięcy osób, z czego prawie połowa była bez dokumentów. 348 osób zostało umieszczonych w aresztach śledczych bez dokumentów o zatrzymaniu.
Trzykrotnie, 27 kwietnia 1994, 10 marca i 23 czerwca 1995 Duma Państwowa Federacji Rosyjskiej wyrażała wotum nieufności wobec szefa MSW Jerina. 21 czerwca 1995 po akcie terrorystycznym w Budennowsku (terytorium Stawropola), za który parlamentarzyści obwinili ministrów „władzy”, Duma Państwowa uchwaliła jedyne częściowe wotum nieufności dla rządu w historii Federacji Rosyjskiej. Prezydent Borys Jelcyn nie zgodził się z opinią Dumy i odmówił rozwiązania gabinetu. Jednak w toku dalszych negocjacji z parlamentem był zmuszony do kompromisu, odwołując Wiktora Jerina, wicepremiera i ministra narodowości Nikołaja Jegorowa, dyrektora FSB Siergieja Stepaszyna i gubernatora Stawropola Jewgienija Kuzniecow.
Od 5 lipca 1995 pełnił funkcję zastępcy dyrektora rosyjskiej służby wywiadu zagranicznego. W 2001 przeszedł na emeryturę. Mieszkał w Moskwie. 18 czerwca 2005 roku został wybrany do Rady Dyrektorów „Motowilichinskie zawody”.
19 marca 2018 zmarł w Moskwie, 22 marca został pochowany na cmentarzu Trojekurowskim w stolicy.
Tytuł Bohatera Federacji Rosyjskiej otrzymał 7 października 1993. Został także odznaczony Orderem Czerwonej Gwiazdy, medalem „Obrońca Wolnej Rosji” (1993). Był żonaty i miał dwoje dzieci. Syn Leonid jest oficerem Federalnej Służby Bezpieczeństwa Federacji Rosyjskiej.